# Street Fighter II Turbo: Hyper Fighting
Street Fighter II' Turbo: Hyper Fighting (ストリートファイターIIダッシュターボ -HYPER FIGHTING-?) är ett man mot man-fightingspel först utgivet som arkadspel av Capcom i december 1992.
Konsolvarianten är en vidareutveckling av Street Fighter II, där det går snabbare, och man kan spela med bossarna (Vega, Balrog, Sagot och M. Bison).

### Fotnoter
1. ↑  ”Street Fighter II' Turbo: Hyper Fighting” (på engelska). Mobygames. 11 mars 1992. http://www.mobygames.com/game/street-fighter-ii-turbo. Läst 13 juni 2014.